# Italië op het Eurovisiesongfestival 2015

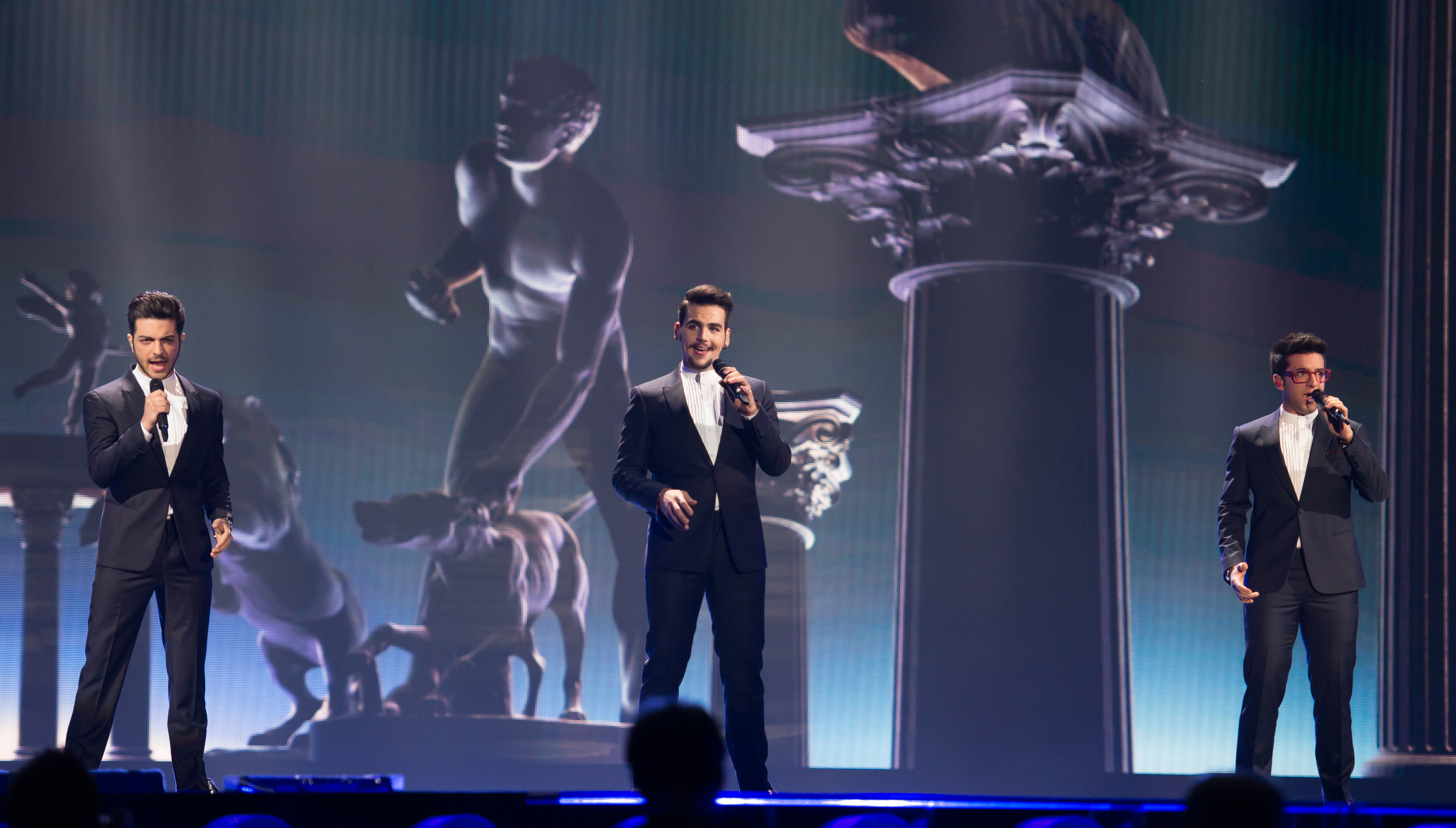
Il Volo in Wenen

Italië nam deel aan het Eurovisiesongfestival 2015 in Wenen, Oostenrijk. Het was de 41ste deelname van het land op het Eurovisiesongfestival. De RAI was verantwoordelijk voor de Italiaanse bijdrage voor de editie van 2015.

## Selectieprocedure
Op 29 september 2014 maakte de Italiaanse openbare omroep bekend te zullen deelnemen aan de komende editie van het Eurovisiesongfestival. Sinds de terugkeer van Italië op het Eurovisiesongfestival had elke deelnemer een link met het Festival van San Remo. Ditmaal werd de link tussen het Eurovisiesongfestival en het Festival van San Remo nog explicieter aangehaald: de winnaar van San Remo zou Italië vertegenwoordigen in Wenen. Voorwaarde was wel dat de laureaat daarmee instemde en beschikbaar was. Wanneer dat niet het geval zou zijn, werd een andere kandidaat aangeduid. Er namen twintig artiesten deel aan het Festival van San Remo 2015. Hun namen werden op 14 december 2014 vrijgegeven. Presentator van dienst was Carlo Conti. In de finale won de groep Il Volo met het nummer Grande amore, zij mochten dus Italië vertegenwoordigen.
De resultaten van de superfinale:
| # | Artiest      | Lied                                 | Jury (30%) | Demoscopic Poll (30%) | Televoting (40%) | Totaal | Plaats |
| - | ------------ | ------------------------------------ | ---------- | --------------------- | ---------------- | ------ | ------ |
| 1 | Il Volo      | "Grande amore"                       | 22.92%     | 32.3%                 | 56.19%           | 39.05% | 1      |
| 2 | Nek          | "Fatti avanti amore"                 | 37.50%     | 35.94%                | 33.38%           | 35.38% | 2      |
| 3 | Malika Ayane | "Adesso e qui (nostalgico presente)" | 39.58%     | 31.72%                | 10.44%           | 25.57% | 3      |

## In Wenen
Als lid van de vijf grote Eurovisielanden mocht Italië rechtstreeks deelnemen aan de grote finale, op zaterdag 23 mei 2015.
In de finale trad Italië als zevenentwintigste en laatste aan, na Elhaida Dani uit Albanië. Il Volo eindigde als derde met 292 punten. Onder het publiek was de act echter veruit favoriet met 366 punten. Het land kreeg punten van alle landen. 